# Baseよしもとアッカン!べーす
『baseよしもとアッカン!べーす』は、GAORAで放送された自社制作のバラエティ番組である。2002年7月から1年にわたり放送。

## 概要
5組の人気芸人がMCを受け持ち、それぞれ特色ある番組を週替わりで担当。

## 出演者
- サバンナ
- テンダラー
- 次長課長(※東京進出のため途中降板)
- フットボールアワー
- ランディーズ
- ケンドーコバヤシ

## 放送リスト
| 回  | 企画                                 | 出演者 |
| --- | ------------------------------------ | --- |
| #07 | フットボールアワー公園前派出所 第2話 | フットボールアワー、ブラックマヨネーズ、野性爆弾                                                           |
| #07 | ネタ披露                             | 青空、チュートリアル、次長課長                                                                             |
| #14 | サラリーマン次課長 第3話             | 次長課長、麒麟、ブラックマヨネーズ、後藤秀樹                                                               |
| #14 | ネタ披露                             | NON STYLE、土肥ポン太、ブラックマヨネーズ                                                                  |
| #16 | ＄10のシャベリBar                    | テンダラー、ロザン、ザ・プラン9                                                                            |
| #16 | ネタ披露                             | 後藤秀樹、ロザン、次長課長                                                                                 |
| #24 | フットボールアワー公園前派出所 第5話 | フットボールアワー、後藤秀樹、麒麟、ブラックマヨネーズ                                                     |
| #24 | ネタ披露                             | 足軽エンペラー、野性爆弾、サバンナ                                                                         |
| #26 | ＄10のシャベリBar                    | テンダラー、ジャンクション、ブラックマヨネーズ                                                             |
| #26 | ネタ披露                             | 麒麟、後藤秀樹、ブラックマヨネーズ                                                                         |
| #31 | ふ～ん♥ランディーズ城                | ランディーズ、麒麟、ブラックマヨネーズ、後藤秀樹                                                           |
| #31 | ネタ披露                             | ダイアン、野性爆弾、フットボールアワー                                                                     |
| #45 | サバンナ学園柔道部                   | サバンナ、野性爆弾、ザ・プラン9                                                                            |
| #45 | ネタ披露                             | ダイアン、ロザン、中山功太                                                                                 |
| #47 | ふ～ん♥ランディーズ城                | ランディーズ、ブラックマヨネーズ、土肥ポン太、中山功太                                                     |
| #47 | ネタ披露                             | 野性爆弾、テンダラー、フットボールアワー                                                                   |
| #48 | $10のシャベリBar                     | テンダラー、麒麟、ロザン                                                                                   |
| #48 | ネタ披露                             | ダイアン、サバンナ                                                                                         |
| #51 | 笑渦の宴                             | ランディーズ、NON STYLE、中山功太、ブラックマヨネーズ、ロザン、野性爆弾、土肥ポン太、ザ・プラン9、サバンナ |
| #53 | 最終回メモリアルスペシャル           | ランディーズ、フットボールアワー、サバンナ、テンダラー、ケンドーコバヤシ                                   |